# Artemita amenides
Artemita amenides är en tvåvingeart som först beskrevs av Walker 1849.  Artemita amenides ingår i släktet Artemita och familjen vapenflugor. Inga underarter finns listade i Catalogue of Life.